# جينجر وروزا
جينجر وروزا (بالإنجليزية: Ginger & Rosa)‏ هو فيلم دراما من إخراج وتأليف سالي بوتر وبطولة إيل فانينغ، أليس إنجليرت، أليساندرو نيفولا وكرستينا هندريكس. صدر الفيلم في المملكة المتحدة في 19 أكتوبر 2012.

## وصلات خارجية
- جينجر وروزا على موقع IMDb (الإنجليزية)
- جينجر وروزا على موقع ميتاكريتيك (الإنجليزية)
- جينجر وروزا على موقع روتن توميتوز (الإنجليزية)
- جينجر وروزا على موقع نتفليكس (الإنجليزية)
- جينجر وروزا على موقع قاعدة بيانات الأفلام العربية
- جينجر وروزا على موقع ألو سيني (الفرنسية)
- جينجر وروزا على موقع Turner Classic Movies (الإنجليزية)
- جينجر وروزا على موقع أول موفي (الإنجليزية)
- جينجر وروزا على موقع بوكس أوفيس موجو (الإنجليزية)
- جينجر وروزا على موقع فيلمافينيتي (الإسبانية)